# Hrabstwo Huron (Ohio)
Hrabstwo Huron (ang. Huron County) – hrabstwo w stanie Ohio w Stanach Zjednoczonych. Obszar całkowity hrabstwa obejmuje powierzchnię 494,52 mil2 (1280,79 km²). Według danych z 2010 r. hrabstwo miało 59 626 mieszkańców. Hrabstwo powstało 7 marca 1809 roku, a jego nazwa pochodzi od indiańskiego plemienia Huronów.

## Sąsiednie hrabstwa
- Hrabstwo Erie (północ)
- Hrabstwo Lorain (wschód)
- Hrabstwo Ashland (południowy wschód)
- Hrabstwo Richland (południe)
- Hrabstwo Crawford (południowy zachód)
- Hrabstwo Seneca (zachód)
- Hrabstwo Sandusky (północny zachód)

## Miasta
- Bellevue
- Norwalk
- Willard

## Wioski
- Greenwich
- Monroeville
- New London
- North Fairfield
- Wakeman

## CDP
- Celeryville
- Collins
- Holiday Lakes
- New Haven